# حسن‌کندی‌کوه
حسن‌کندی‌کوه یکی از روستاهای استان آذربایجان شرقی است که در دهستان آتش‌بیگ بخش نظرکهریزی شهرستان هشترود واقع شده‌است.